# Amor de medianoche (álbum de Luis Enrique)
Amor de Medianoche es el primer álbum de Luis Enrique, editado por CBS International en 1987. 

## Lista de canciones
1. "Amor de Medianoche" (Luis Enrique Mejía) - 5:41
2. "La Mentira" (Álvaro Carrillo) - 5:01
3. "Hasta Cuándo" (Luis Enrique Mejía) - 4:51
4. "Ya lo Sé" (Luis Enrique Mejía) - 4:02
5. "No Te Quites la Ropa" (Juan Carlos Calderón) - 4:05
6. "Pregunta Por Ahí" (Luis Guillermo González) - 5:24
7. "Llegó el Amor" (Luis Enrique Mejía) - 4:17
8. "Ya Verás" (Luis Enrique Mejía) - 3:33
9. "Amor de Medianoche" (Reprise) (Luis Enrique Mejía) - 0:24

- Datos: Q5673029